# Weissia multicapsularis
Weissia multicapsularis är en bladmossart som beskrevs av Mitten 1851. Weissia multicapsularis ingår i släktet krusmossor, och familjen Pottiaceae. IUCN kategoriserar arten globalt som akut hotad. Inga underarter finns listade i Catalogue of Life.